# Cinnamylbutyrat
Cinnamylbutyrat ist ein Carbonsäureester, der sich von Zimtalkohol und Buttersäure ableitet.

## Vorkommen

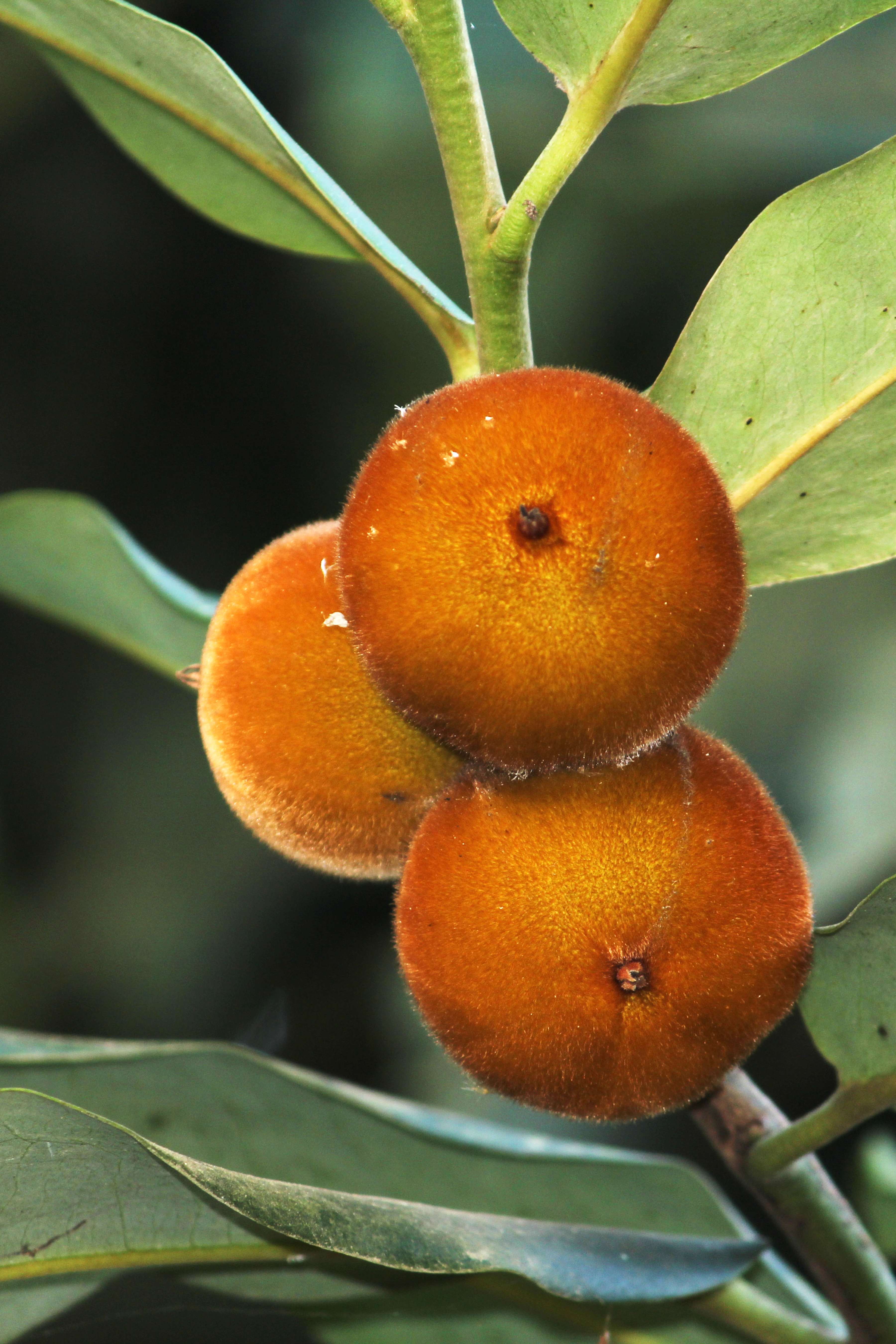
Mabolo-Früchte

(E)-Cinnamylbutyrat kommt in Mabolo vor, den Früchten von Diospyros discolor aus der Gattung der Ebenholzbäume. Die Verbindung wurde auch in frischen Äpfeln und in der Caja-Frucht (Spondia Lutea L.) nachgewiesen.

## Herstellung
Cinnamylbutyrat kann biotechnogisch durch Veresterung gewonnen werden, beispielsweise mittels einer Lipase aus Candida antarctica. Eine andere Methode ist die Umesterung von Ethylbutyrat mit Zimtalkohol durch eine Acetyltransferase aus Mycobacterium smegmatis.

## Verwendung
Die Verbindung wird in geringer Menge als Aromastoff eingesetzt; eine Analyse aus dem Jahr 2004 gibt eine Jahresverwendungsmenge von 17 Kilogramm in den USA an. In der EU ist es unter der FL-Nummer 09.053 als Aromastoff für Lebensmittel allgemein zugelassen. Cinnamylbutyrat wird auch als Duftstoff in Kosmetika und Reinigungsmitteln verwendet, allerdings ebenfalls nur in geringem Umfang. Die weltweite Jahresverwendungsmenge liegt in der Größenordnung von 100 kg.

## Toxikologie
Die akute Toxizität von Cinnamylbutyrat ist gering. In verschiedenen Studien wurden orale LD50-Werte an Mäusen und Ratten sowie ein dermaler LD50-Wert an Kaninchen bestimmt. Alle LD50-Werte liegen über 5 g/kg Körpergewicht. In einer Studie an Freiwilligen wurde durch eine 4-prozentige Lösung weder eine Hautreizung noch eine Sensibilisierung festgestellt. In Tierversuchen wurde eine geringe Hautreizung festgestellt.